# Agatonismo
O agatonismo (do grego αγαθος, bom) é uma filosofia moral proposta por Mario Bunge segundo a qual devemos buscar o bem para nós mesmos e para os outros. Postulado máximo: “Desfrute a vida e ajude a viver uma vida desfrutável”. Este princípio combina egoísmo e altruísmo. O agatonismo coloca ainda que direitos e meios vêm aos pares; que as ações devem ser moralmente justificadas; e que princípios morais deveriam ser avaliados por suas consequências. Apresenta-se como uma ética humanista, realista e materialista, consequente com os demais aspectos do pensamento bungeano.
Para Bunge, as normas morais não são verdadeiras nem falsas, mas eficazes ou ineficazes quando de frente à consecução de certos objetivos como o bem-estar individual, a coesão social, etc., que podem ser justificados de forma racional e empírica.
Bunge postula a existência de direitos morais primários (aqueles cujo exercício contribui ao bem-estar do agente sem impedir a outras pessoas que exerçam o mesmo direito) e secundários (os que contribuem à felicidade razoável de alguém sem interferir com o exercício dos direitos primários de outras pessoas). Do mesmo modo, existem deveres morais primários e secundários. Sobre estas premissas, são estabelecidas as seguintes normas de caráter geral:
1. Os deveres e direitos primários são inalienáveis.
2. As normas legais e convencionais devem ser sujeitas a normas morais.
3. 1. Os direitos e deveres primários têm preferência sobre os secundários.
  2. Os deveres primários prevalecem sobre os direitos secundários.
  3. Em caso de conflito entre um direito e um dever, tem-se direito a eleger qualquer um, sujeito à condição ii.[2]

Mario Bunge propõe sua ética agatonista em frente a outras correntes — o deontologismo kantiano e o utilitarismo de Bentham — que em certa medida sintetiza. Em seu Dicionário de filosofia, oferece a seguinte definição:
A filosofia moral segundo a qual devemos procurar o bom para nós mesmos e para os demais. Seu postulado máximo: “Desfruta a vida e ajuda a viver uma vida agradável.” Este princípio combina o egoísmo com o altruísmo. O agatonismo postula, ademais, que os direitos e os deveres vão aparejados, que as acções devem se justificar moralmente e que os princípios morais devem avaliar por suas consequências.— Mario Bunge, Dicionário de filosofia.